# Adam Dutkiewicz
Adam Dutkiewicz (* 4. dubna 1977) je americký multiinstrumentalista, hudební producent, hlavní kytarista a zpěvák v metalcoreových skupinách Killswitch Engage a Aftershock.
Vystudoval hru na baskytaru, hudební inženýrství a produkci na prestižní univerzitě Berklee College of Music v Bostonu v Massachusetts. Hraje na basovou kytaru, elektrickou kytaru, bicí a klávesy. Je inženýrem hudby v nahrávacím studiu Zing Studios, kde pracuje s mnoha skupinami. Na začátku kariéry ve skupině Killswitch Engage hrál na bicí; později (na druhém) albu přešel ke kytaře a zpěvu.